# Vidhyanagar
Vidhyanagar – gaun wikas samiti we wschodniej części Nepalu w strefie Sagarmatha w dystrykcie Siraha. Według nepalskiego spisu powszechnego z 2001 roku liczył on 729 gospodarstw domowych i 4592 mieszkańców (2243 kobiet i 2349 mężczyzn).